# Jamaicansk dollar
Jamaicanska dollar (JA$ - Jamaican dollar) är den valuta som används i Jamaica i Västindien. Valutakoden är JMD. 1 Dollar = 100 cents.
Valutan infördes under år 1968 och ersatte det jamaicanska pundet.

## Användning
Valutan ges ut av Bank of Jamaica - BOJ som grundades 1961 och har huvudkontoret i Kingston.

## Valörer
- mynt: 1, 5, 10 och 20 Dollars
- underenhet: 1, 10 och 25 cents
- sedlar: 50, 100, 500 och 1000 JMD